# Grevarna av Provence

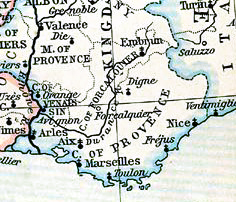
Karta över Provence med grevskapen Provence och Forcalquier från 1184. Grevskapen hade under flera år gemensamt ledarskap.

Grevarna av Provence var makthavare över Provence, i södra Frankrike, under högmedeltiden, cirka 1000–1300. Titeln erhölls av familjer med frankiskt ursprung och det var de som i realiteten styrde över Provence under sin storhetstid.

## Historik
Provence var tidigt en del av romarriket och sedan ett eget kungadöme. Senare inlemmades det med Burgund och blev en del av Tysk-romerska riket men det behöll ett starkt och till stor del självständigt styre av feodalherrar, senare grevar.
I efterdyningarna av Ludvig III (kejsare) död så övertas styret i Provence av grevarna, underställda en markis (markgeve). Den första var Rotboald II, greve av Provence, år 968, som underställdes Hugo av Italien för att sedan själv bli markgreve. Rotboald II var son till Boson II av Arles och därför kallas den delen för den Bosonidiska ätten. Dottern till Gerberge gifte sig med Raimond Berengar III av Barcelona. Det inleder ätten Barcelonas anspråk på grevetiteln år 1112.
Beatrice, “arvtagerska till Provence”, gifte sig 1246 med Karl I av Anjou. Den ätten kom att år 1481 uppgå i franska kungadömet när den ärvs av kung Ludvig XI. Det innebar att Provence i praktiken togs upp av Frankrike. Slutligen tog hans son kung Karl VIII bort titeln för gott, genom att testamentera den till franska kronan.

## Bosonidiska ätten
- 961–1008 Rotboald II (markgreve år 993)
- 968–993 Guillaume I (markgreve år 975)
- 994–1018 Guillaume II
- 1008–1014 Rotboald III
- 1014–1037 Guillaume III (medregent till Guillaume IV)

När Guillaume III avled ärvdes titeln markgreve av Provence av hans syster Emma, vars ättlingar sedan hade anspråk på Provence. Provence fortsattes dock att regeras av grevarna av Provence, inte av markgrevarna av Provence.
Markgrevar: 
- 1037–1062 Emma (ärvde titeln "Markgreve av Provence" av sin bror Guillaume III)
- 1062–1094 Vilhelm IV av Toulouse
- 1094–1105 Raimond av Saint Gilles
- 1105–1112 Bertrand av Toulouse
- 1119–1125 Alfons Jordan

Grevar: 
- 1018–1030 Guillaume IV (medregent till Guillaume III)
- 1018–1051 Folque-Bertrand I (medregent till Geoffroi I)
- 1032–1062 Geoffroi I (medregent till Folque-Bertrand I)
- 1051–1094 Guillaume-Bertrand (medregent till sin far Geoffroi I, sin bror Geoffroi II och kusin Bertrand II)
- 1063–1067 Geoffroi II
- 1063–1093 Bertrand II
- 1093–1112 Gerberge (dotter till Geoffroi I)
- 1112–1127 Douce I

När Gerberges make dör 1111 eller 1112 ärver hennes dotter Douce I grevskapet. Hennes make Raymond Berengar III, greve av Barcelona övertar då titeln under ordningsnumret Raymond Berengar I av Provence.

## Ätten Barcelona
- 1112–1131 Raimond Berengar I, den store (Raimond Berengar III av Barcelona)
- 1131–1144 Berengar Raimond I, son till den förre
- 1144–1166 Raimond Berengar II, son till den förre
- 1166–1167 Douce II, dotter till Raimond Berengar IV av Barcelona och därmed kusin med föregående
- 1167–1173 Alfons I den kyska (Alfons II av Aragonien), son till Raimond Berengar IV av Barcelona. Han behöll titeln till sin död år 1196.

Efter Alfons II av Aragoniens giftermål år 1193 med Gersanda av Forcalquier uppgick grevskapet Forcalquier i Alfons II:s domäner.
- 1173–1181 Raimond Berengar III, son till Raimond Berengar IV av Barcelona
- 1181–1185 Sancho, bror till föregående och son till Raimond Berengar IV av Barcelona
- 1185–1209 Alfons II, son till Alfons I
- 1209–1245 Raimond Berengar IV, son till föregående
- 1245–1267 Beatrice av Provence, dotter till föregående.

Raymond Berengar IV efterlämnade inga manliga arvtagare. Han testamenterade grevskapen Provence och Forcalquier till sin fjärde dotter, Beatrice, som år 1246 gifter sig med Karl I av Anjou.

## Äldre ätten Anjou
- 1246–1285 Karl I av Anjou, bland annat greve av Provence och Forcalquier (samregent med Beatrice)
- 1285–1309 Karl II av Anjou, även Karl den halte, son till den förre
- 1309–1343 Robert av Neapel, även Robert den vise, son till den förre
- 1343–1382 Johanna I av Neapel, sondotter till den förra

Johanna I dog barnlös och efterlämnade grevskapet till sin adoptivson Ludvig I av Anjou, son till kung Johan II av Frankrike. Adoptionen gjordes eftersom Johanna betraktade sin familj som fiender.

## Yngre ätten av Anjou
- 1382–1384 Ludvig I av Anjou
- 1384–1417 Ludvig II av Anjou, son till den förre
- 1417–1434 Ludvig III av Anjou, son till den förre
- 1434–1480 René I av Neapel, bror till den förre och son till Ludvig II av Anjou
- 1480–1481 Karl III (Karl IV, hertig av Anjou), brorson till den förre och sonson Ludvig II av Anjou

Den barnlöse Karl III av Provence testamenterade grevskapen Provence och Forcalquier. Då blev grevetiteln i praktiken en av flera arvstitlar till det franska kungadömet vilket skedde formellt när Karl VIII testamenterade titeln till franska kronan. Efter det användes titeln endast en gång till av den blivande kung Ludvig XVIII. Han var känd som Comte de Provence tills han syskonson Ludvig XVII dog år 1795 och han gjorde anspråk på den franska kronan.